# Gonçalo Eanes do Vinhal
Gonçalo Eanes do Vinhal (fl. XII-XIII secolo) è stato un trovatore portoghese, attivo dal primo terzo del XIII secolo fino al 1280.
Ha partecipato alla conquista di Siviglia nel 1248 e più tardi fu vassallo di Alfonso X di Castiglia. Muore combattendo contro il regno di Granada. È autore di diciassette componimenti poetici: nove cantigas de amigo e otto cantigas de escarnio e maldizer. 